# Hannoversche Annalen für die gesammte Heilkunde
Die Hannoverschen Annalen für die gesammte Heilkunde erschienen von 1836 bis mutmaßlich 1847 als Zeitschrift. Die bei der Hahnschen Hofbuchhandlung in Hannover verlegten Annalen erschienen periodisch im Abstand von zwei Monaten bis zu einem Vierteljahr. Behandelte Themen waren neben der Heilkunde insbesondere Medizin und Gesundheit.
So zeigte das von dem Königlich Hannoverschen Hofrat und Leibchirurg Georg Philipp Holscher herausgegebene Periodikum beispielsweise „den Aerzten unseres Landes“ 1843 an, dass der „Hofmechanicus Hohnbaum“ verschiedene „Rotations-Apparate“ für 7 bis 8 Louis d’or anfertigte.